# East Lake-Orient Park
East Lake-Orient Park är en ort (CDP) i Hillsborough County, i delstaten Florida, USA. Enligt United States Census Bureau har orten en folkmängd på 22 753 invånare (2010) och en landarea på 42,3 km².